# Rina Massardi
Rina Massardi, nota anche come Romarina Massardi (Virle Treponti, 21 giugno 1897 – Montevideo, 23 luglio 1979), è stata una cantante, attrice e regista italiana naturalizzata uruguaiana.

## Biografia
Romarina Massardi nacque nel 1897 a Virle Treponti, un paese vicino a Brescia, figlia di un marmista italiano che si trasferì con la famiglia a Montevideo per lavorare alla costruzione del Palazzo Legislativo. A Montevideo Rina si dedicò al canto lirico sotto la guida del musicista Amerigo Stampanoni e dei coniugi Pedemonti. Iniziò poi a cantare come professionista fino ad esibirsi in diversi luoghi del Paese.
Nel 1922 ricevette una borsa di studio per studiare a Milano e poi all'Accademia Nazionale di Santa Cecilia a Roma. A Milano il tenore Aureliano Pertile la presentò al maestro Franco Paolantonio, sotto la cui guida Rina ebbe modo di perfezionare il suo repertorio che comprendeva personaggi come Gilda del Rigoletto, Lucia della Lucia di Lammermoor, Rosina del Barbiere di Siviglia, Amina della Sonnambula, Anna della Loreley. 
Nel 1930 iniziò la sua carriera da soprano, esibendosi al Teatro Solís di Montevideo e al Teatro Colón di Buenos Aires; ritornata di nuovo in Italia cantò in teatri come il Teatro dell'Opera, il Teatro Argentina di Roma e il Teatro Regio di Torino. Nel 1932 risultò fra i dieci cantanti prescelti al concorso "Voci Nuove del Maggio Fiorentino" ricevendo da Mussolini la medaglia d'oro. Tra il 1933 e 34 riscosse successo nella tournée nelle capitali dell'America latina e in varie località italiane.
Nel 1934 si recò inoltre negli Stati Uniti: registrò il suo viaggio con una fotocamera 16 mm ed ebbe l'idea di scrivere una sceneggiatura e realizzare il film ¿Vocación?. Al ritorno a Montevideo iniziò la realizzazione di questo progetto che vide la piena realizzazione dopo quattro anni. Questo fu il suo unico film, anche se continuò a filmare viaggi ed eventi familiari fino al 1951. 
Continuò la sua carriera di attrice e cantante fino al 1956 e successivamente si dedicò a dare lezioni di canto. 
Morì nel 1979 all'età di 82 anni.

## ¿Vocación?
¿Vocación? è un film della durata di 1 ora e 15 minuti. Fu creato, diretto, interpretato e prodotto da Rina Massardi e fu presentato in anteprima a Montevideo nell'agosto 1938, senza raggiungere però un grande successo tra il pubblico. Fu successivamente proiettato in diverse sale in Uruguay, Argentina, Cile e Venezuela e nel 1939 fu selezionato per la settima Mostra del Cinema di Venezia.
Si tratta della storia di un'umile contadina, Eva Lauri, interpretata da Massardi,  la cui vita ruota attorno a due grandi sogni: la musica e un amore impossibile. Eva vuole infatti fare la cantante ed è innamorata del figlio di un boss. Poiché i suoi genitori si oppongono al matrimonio, la ragazza lascia l'ambiente in cui è cresciuta e va nella capitale, dove riesce a farsi notare come cantante lirica. La notte del suo debutto viene colpita da un attacco epilettico, ma è prontamente assistita dal suo ex amante che si trova tra il pubblico. La storia ha un carattere autoreferenziale e autobiografico.

## Riconoscimenti
Nel 2013 l'artista visiva uruguaiana Inés Olmedo pubblicò una ricerca sulla vita e l'operato dell'artista Rina Massardi e curò una mostra dal titolo Rina, la primera, contribuendo alla legittimazione di Rina Massardi come prima regista uruguaiana e alla glorificazione della sua opera.